# Mortierella oligospora
Mortierella oligospora är en svampart som beskrevs av Björl. 1936. Mortierella oligospora ingår i släktet Mortierella och familjen Mortierellaceae.   Inga underarter finns listade i Catalogue of Life.